# 2021年孟加拉社區暴力

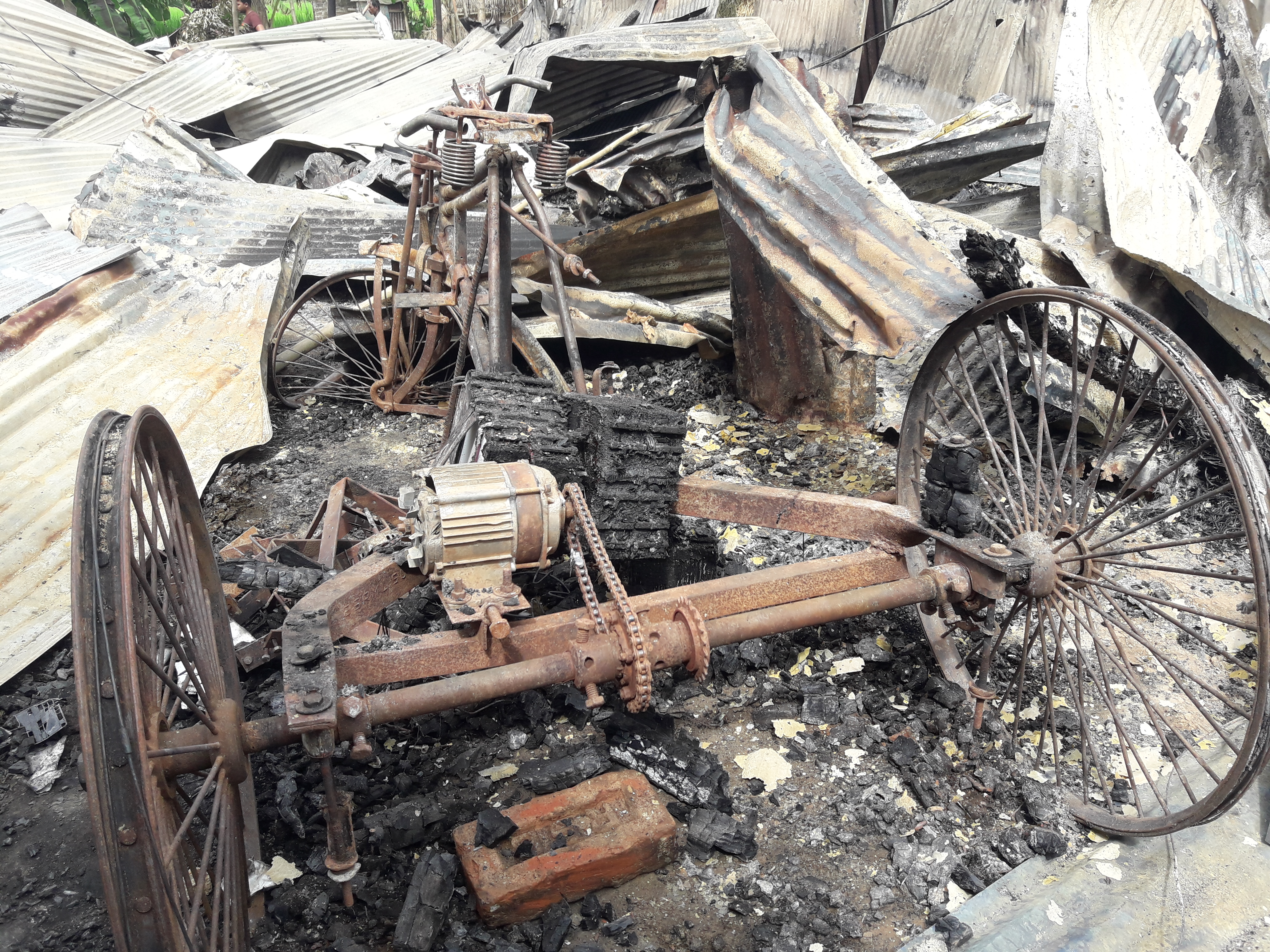
皮爾甘傑烏帕齊拉印度教徒的財產於10月16日夜間遭焚毀

2021年孟加拉社區暴力為2021年10月13日至19日，孟加拉的穆斯林暴民在印度教節日杜嘉女神節期間針對該國印度教社群的暴力襲擊，共有超過250座寺廟與臨時參拜場所受到破壞。
孟加拉政府在全國64個縣中的22個縣出動孟加拉國步槍隊平亂，截至10月21日全國至少有11人遇害，其中8人為印度教徒，另外有上百人受傷。《紐約時報》將此事件形容為「數年來最嚴重的一次社區暴力事件」。